# ميلوراد كوسانوفيتش
ميلوراد كوسانوفيتش (بالصربية: Милорад Косановић)‏ هو مدرب كرة قدم ولاعب كرة قدم صربي في مركز الدفاع، ولد في 4 يناير 1951 في Banovci, Vukovar-Syrmia County ‏ في كرواتيا. لعب مع نادي فويفودينا.

## وصلات خارجية
- ميلوراد كوسانوفيتش على موقع قاعدة بيانات كرة القدم.إي يو (الإنجليزية)
- ميلوراد كوسانوفيتش على موقع Soccerway.com (الإنجليزية)